# Wayne Marshall
Wayne Ea Marshall est un pianiste, organiste et chef d'orchestre britannique.

## Biographie
Wayne Marshall est né le 13 janvier 1961 à Oldham en Angleterre. Il a étudié à Manchester.

## Carrière artistique
Sa carrière commence avec Vybz Kartel, dont il sera le producteur et avec qui il collaborera sur de nombreux titres dans les années 90.
Comme chef invité, il dirige plusieurs orchestres européens (orchestre philharmonique de Rotterdam, orchestre symphonique de la radio de Vienne, orchestre symphonique de la radio suédoise, orchestre philharmonique royal de Stockholm...). En 2007, il est premier chef invité à l'Orchestre symphonique Giuseppe-Verdi de Milan. En 2010, il devient Fellow du Royal College of Music. Depuis septembre 2014, il est le chef de l'Orchestre de la radio WDR de Cologne. Le 19 décembre 2014, il dirige l'Orchestre national d’Île-de-France lors du dernier concert de musique classique à la salle Pleyel à Paris.
Il apprécie particulièrement les compositeurs américains du XXe siècle : Gershwin, Bernstein, Copland, Ellington.

## Discographie
Il a enregistré l'intégrale des œuvres pour piano et orchestre de Gershwin, de la musique sacrée, des improvisations à l'orgue...

## En savoir plus